# Alpine Lake (Virginia Occidental)
Alpine Lake es un área no incorporada ubicada en el condado de Preston, Virginia Occidental, Estados Unidos. Está catalogada como un asentamiento humano por la Junta de Nombres Geográficos de los Estados Unidos. Su número de identificación (ID) es 1558427. Se encuentra a 791 m s. n. m. (2595 pies).